# عبد القادر بن المصطفى الطردي
عبد القادر بن المصطفى بن محمد الطردي (1804 - 1863/4 م)، المعروف أيضًا باسم ابن مصطفى، كان مؤرخًا وعالم لاهوت وفيلسوفًا وشاعرًا وفقيهًا من خلافة صكتو. كان يُعتبر "الأكثر علمًا" في عصره.  كان عالمًا غزير الإنتاج تعمق في مجالات المعرفة المختلفة، لكنه اشتهر بشكل خاص بكتاباته التاريخية والفلسفية.  
عاش ابن مصطفى في وقت مضطرب في أرض الهوسا، وشهد حرب الفولاني وتأسيس خلافة صكتو لاحقًا. بعد وفاة الزعماء الإصلاحيين الثلاثة، عثمان، وعبد الله، ومحمد بيلو، أصبح ابن مصطفى شخصية مطلوبة لحكمته وخبرته في مسائل التاريخ، والإسلام، والقيادة. لعب دورًا مهمًا في التعليم من خلال إدارة معهد تعليمي في سلامي، والذي استقطب العلماء من مختلف أنحاء غرب أفريقيا، ولا سيما من تمبكتو.

## الاسم
الشيخ ابن مصطفى، واسمه الأصلي عبد القادر بن المصطفى، أطلق عليه لقب "دان طفا"، والذي يعني "ابن طفا" (اختصار ابن مصطفى) في اللغة الهوسية. هذا الاسم مشتق من اسم أبيه مصطفى، واختُصر إلى طفا. كان والده مصطفى شخصية محترمة ومتعلمة في مجتمعهم، ومن ثم كان يشار إليه باسم ملام تافا، حيث تعني كلمة "ملام" "المُعلم" في اللغة الهوسية.

## الكتابات
كان لدى المعلم ابن مصطفى مجموعة ضخمة من الأعمال التي تضم ما لا يقل عن 72 عنوانًا، كما هو مدرج في كتالوج جون هانويك [الإنجليزية] للأدب العربي في أفريقيا المجلد 2.  ورغم تغطيته لمجموعة واسعة من المواضيع، فقد اكتسب شهرة خاصة لأعماله التاريخية. ومن أبرز إسهاماته كتاب "روضة الأفكار" الذي كتبه سنة 1824، وهو من أشهر مؤلفاته التاريخية. ومن الأعمال البارزة الأخرى كتاب "موسوعة السودان" الذي اكتمل في عام 1864 م، والذي يقدم وصفًا تفصيليًا لتاريخ غرب إفريقيا.
يتجلى اهتمام ابن مصطفى بالجغرافيا في عمله قطيف الجنان (ثمار القلب في التأمل في العالم السوداني)، والذي يقدم استكشافًا شاملاً للتضاريس والتاريخ والثقافة في كل من غرب إفريقيا والمغرب.
خلال حملة فوليت شانوين الفرنسية المثيرة للجدل في عام 1898 م، تعرضت سلامي، مسقط رأس ابن مصطفى، للغزو وعانت من دمار كبير. حُرقَت ونُهب العديد من الكتب والمخطوطات. لقد ضاع العديد من أعمال ابن مصطفى ومعهده التعليمي في فوضى الغزو.  لا يزال هناك ما لا يقل عن 72 من أعماله، 44 منها في حوزة حفيده الشيخ بيلو بن عبد الرازق، وزير مايورنو. 

## قراءة إضافية
- محمد شريف. حياة الشيخ ابن مصطفى
- ترجمات بعض أعماله
- إسحق صموئيل. السيرة والمؤلفات الفلسفية لعبد القادر بن المصطفى (دان طفا) . (2021)